# Nơi ấn định cho điều tra dân số
Nơi ấn định cho điều tra dân số (tiếng Anh: census-designated place hay CDP) là một nơi hoặc khu vực được Cục điều tra dân số Hoa Kỳ nhận dạng nhằm dành cho mục đích thống kê. CDP được đặt ra nhằm mục đích thống kê mỗi 10 năm một lần như phần đối trọng với các nơi hợp nhất như thành phố, thị trấn và làng. CDP là các cộng đồng thiếu chính quyền tự quản riêng của mình nhưng về hình thể thì giống như các nơi hợp nhất. Nơi ấn định cho điều tra dân số được đặt ra để cung cấp dữ liệu về các khu vực định cư tập trung dân số có tên nhưng chưa chính thức hợp nhất theo luật tiểu bang mà nó nằm trong đó. Ranh giới của CDP không có tình trạng pháp lý chính thức.

## Tổng quan
Ranh giới của các nơi này có thể được định nghĩa với sự hợp tác của các giới chức bộ lạc hoặc địa phương nhưng không được xác định rõ ràng và không ảnh hưởng gì đến tình trạng của chính quyền địa phương hoặc việc hợp nhất; vì thế lãnh thổ được ấn định chỉ đơn giản là những thực thể dành cho thống kê điều tra dân số. Ranh giới của các nơi này có thể thay đổi từ lần điều tra dân số này sang lần điều tra dân số khác, cứ mỗi 10 năm một lần, để phản ánh sự thay đổi về mô hình các khu định cư. Hơn nữa, vì là những thực thể thống kê, ranh giới của các Nơi ấn định cho điều tra dân số này có thể không tương xứng với khu đất địa phương có cùng tên. Các cộng đồng được công nhận có thể được chia thành hai hoặc nhiều CDP trong khi về mặt khác thì hai hoặc nhiều cộng đồng như thế có thể được kết hợp thành một CDP. Một CDP cũng có thể bao gồm phần đất chưa hợp nhất của một cộng đồng đã có nơi mà phần còn lại của nó lại nằm trong một khu đã được hợp nhất.
Dân số và nhân khẩu của một khu CDP được tính vào dữ liệu của một phân vùng của quận mà chứa CDP đó. Không có trường hợp nào một CDP được định nghĩa nằm trong ranh giới một khu vực mà Cục điều tra dân số Hoa Kỳ xem như một thành phố, làng hay khu đã được hợp nhất. Tuy nhiên, Cục điều tra dân số tính các thị trấn trong các tiểu bang thuộc vùng Tân Anh Cát Lợi và tiểu bang New York cũng như các xã tại một số tiểu bang khác là những tiểu khu dân sự (Minor Civil Division) mặc dù chúng là những vùng tự quản đã hợp nhất trong các tiểu bang đó.

## Lý do ấn định các khu như thế
Có một số lý do để ấn định các Nơi ấn định cho điều tra dân số: 
- Khu vực có tính đô thị hơn những vùng xung quanh nó, có sự tập trung dân số với một trung tâm dân cư xác định, ví dụ như Whitmore Lake, Michigan hay Hershey, Pennsylvania.
- Một nơi đã từng được hợp nhất và nay bị giải thể hoặc bị một thị trấn lân cận sáp nhập một phần nhưng cựu thị trấn này hay một phần của nó vẫn còn được ghi nhận trong điều tra dân số như một CDP vì hội đủ điều kiện của một CDP. Ví dụ là làng trước đây có tên là Covedale, Ohio so sánh với khu ấn định cho điều tra dân số Covedale (CDP), Ohio.
- Việc ấn định CDP có thể được áp dụng cho các căn cứ quân sự lớn (hay các khu của một căn cứ quân sự) không nằm trong ranh giới của bất cứ một cộng đồng hiện hữu, ví dụ như Đồn Campbell North và Đồn Knox tại tiểu bang Kentucky.
- Trong một số trường hợp, một CDP có thể được ấn định cho một khu đô thị vây quanh một khu tự quản đã được hợp nhất, ví dụ Đại Galesburg, Michigan hay Đại Upper Marlboro, Maryland.
- Trong một số trường hợp, ranh giới của một khu hợp nhất có thể cắt đôi một cộng đồng được công nhận. Ví dụ như Bostonia, California bị địa giới thành phố El Cajon phân ly thành hai mãng. USGS đặt trung tâm của Bostonia bên trong El Cajon.
- Cục điều tra dân số Hoa Kỳ coi tất cả các "xã (Hoa Kỳ" là những nơi ấn định cho điều tra dân số mặc dù dưới luật các tiểu bang đó thì các xã là những nơi đã hợp nhất.
- Tại một số tiểu bang, một CDP có thể được định nghĩa nằm bên trong một khu đã được hợp nhất mà vì lý do điều tra dân số đã xếp nó thành một tiểu khu dân sự. Ví dụ, các thị trấn tại Massachusetts và Connecticut là những khu hợp nhất nhưng cũng có thể bao gồm các khu đô thị và thôn quê. CDP có thể được định nghĩa để mô tả các khu đô thị bên trong các đô thị tự quản như thế như trường hợp North Amherst, Massachusetts. Một ví dụ khác là Cumberland Head, New York, một phần của Plattsburgh, New York.
- Một số CDP tiêu biểu cho một tập hợp một số cộng đồng lân cận, ví dụ như Shorewood-Tower Hills-Harbert, Michigan hay Egypt Lake-Leto, Florida. Tuy nhiên, Cục điều tra dân số Hoa Kỳ đã đề nghị chấm dứt phương thức này trong kỳ điều tra dân số năm 2010.[2]
- Hawaii là tiểu bang duy nhất không có các khu đô thị tự quản dưới cấp quận được Cục điều tra dân số Hoa Kỳ công nhận. Dữ liệu về các nơi tại Hawaii được báo cáo như là các CDP trong điều tra dân số.
- Tại một số tiểu bang, Cục điều tra dân số Hoa Kỳ có thể ấn định toàn bộ một tiểu khu dân sự (MCD) thành một CDP (Ví dụ Thị trấn West Bloomfield, Michigan hay Reading, Massachusetts). Việc ấn định như thế được dùng tại các tiểu bang nơi có các tiểu khu dân sự hoạt động với thẩm quyền chính quyền mạnh và cung ứng các dịch vụ tương đương với một khu đô thị tự quản (Tân Anh Cát Lợi, các tiểu bang Trung-Đại Tây Dương, Michigan, và Wisconsin).